# 焦南街道
焦南街道，是中华人民共和国河南省焦作市解放区下辖的一个乡镇级行政单位。

## 行政区划
焦南街道下辖以下地区：
中州社区、朝阳社区、火车站社区、友谊路社区、平光社区和站东社区。